# Фленн О'Браєн
Фленн О'Браєн (англ. Flann O'Brien, псевдонім Бріана О'Нуаллана, ірл. Brian Ó Nualláin; нар. 5 жовтня 1911, Страбан, графство Тайрон — пом. 1 квітня 1966, Дублін) — ірландський письменник і журналіст.
Вів сатиричну колонку в газеті Irish Times під псевдонімом Майлз на Ґапалін (Myles na gCopaleen).

## Творчість
- 1939 Про водоплавних (англ. At Swim-Two-Birds)
- 1940 Третій поліцейський (англ. The Third Policeman, видано посмертно в 1967)
- 1941 An Béal Bocht (англ. The Poor Mouth)
- 1961 Тяжке життя (англ. The Hard Life)
- 1964 З архівів Далкі (англ. The Dalkey Archive)

1. 1 2 3 4 5 6 7 8 9  Чеська національна авторитетна база даних
2. ↑  Bibliothèque nationale de France BNF: платформа відкритих даних — 2011.
3. ↑  CONOR.Sl